# 앨리스소프트
앨리스소프트는 일본의 성인 게임 회사로, 1982년에 창립되었으며 초기의 이름은 챔피언 소프트였으나 1989년에 앨리스소프트로 이름을 바꾸게 된다. 대표작은 란스 시리즈와 투신도시이다. 최근에는, 자사의 고전 게임을 무료 배포하기도 하였다.
2010년에는 자사의 작품 대제국의 국가 묘사 관련 논란을 이유로 해외 IP의 접속을 차단했다.

## 개요
1982년 창립되어, 1989년에는 게임 사업의 부진을 이유로 앨리스 소프트로 변경한다. 그 이후로는 란스 시리즈를 비롯한 수 많은 명작 에로게를 제작하여 에로게 오타쿠 사이에서 역사가 오래 된 에로게 메이커로 잘 알려져 있다.

## 주요 작품
- 란스 시리즈
  - 란스 1
  - 란스 2
  - 란스 3
  - 란스 4
  - 귀축왕 란스
  - 란스5
  - 란스6
  - 전국 란스 (란스7)
  - 란스 퀘스트
- 투신도시 1
  - 투신도시 2
  - 투신도시 3
- 앨리스의 관 - 팬 디스크.
- 파스텔 챠임
  - 파스텔 챠임 Continue
    - 파스텔 챠임 Continue Plus! - 엘리스소프트 최초로 XBOX 360 이식.
- 베니슈!
- 대번장
  - 대악사
  - 대제국
- GALZOO 아일랜드
- 샤먼즈 생크추어리 무녀의 성역
- 욕심쟁이 선인장
- alivez
- 모모이로 가디언
- 더블 선생 라이프!
- 밤이 온다!
- 이브니클(Evenicle)

## 주요 제작진

### 게임 제작
- TADA

### 원화
- 오리온
- YUKIMI
- MIN-NARAKEN[2]
- 무츠미 마사토[2]

### 음악
- SHADE - 현재 퇴사